# Oude Bornse Beek
De Oude Bornse Beek is een oude stroomarm van de Bornse Beek en ontvangt vandaag de dag het water van de Deurningerbeek en de Gammelkerbeek, om vervolgens uit te monden in de Loolee. 
Dit landelijke water is veel schoner dan het water van de Loolee, dat vooral een stedelijke herkomst heeft. Vandaar dat het water van de Oude Bornse Beek in de toekomst via de Doorbraak langs Bornerbroek en Ypelo naar de Regge gevoerd zal worden. Zo kan het schone water langer vastgehouden worden.